# Nykøbing Falster Sogn
Nykøbing Falster Sogn (auch: Nykøbing F Sogn) 
ist eine Kirchspielsgemeinde (dän.: Sogn) in Nykøbing Falster
auf der Insel Falster im südlichen Dänemark.
Bis 1970 gehörte sie zur Harde Falsters Sønder Herred im damaligen Maribo Amt, danach zur Nykøbing Falster Kommune im Storstrøms Amt, die im Zuge der  Kommunalreform zum 1. Januar 2007 in der Guldborgsund Kommune in der Region Sjælland aufgegangen ist.

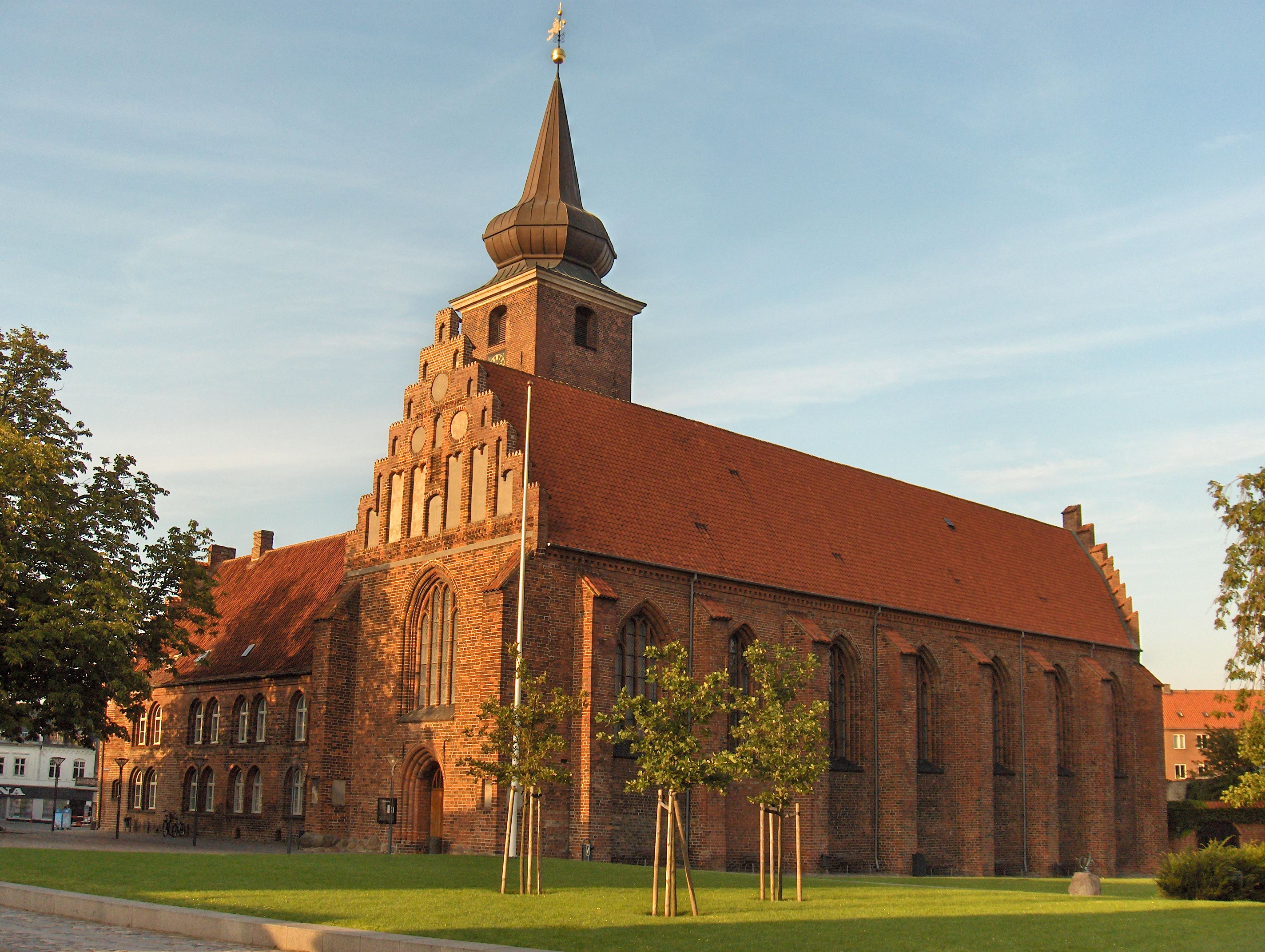
Nykøbing Falster Klosterkirke

Im Kirchspiel leben 16.981 Einwohner, davon 16.927 im Kommunenzentrum Nykøbing Falster (Stand: 1. Januar 2023).
Im Kirchspiel liegen die Kirchen „Klosterkirken“, „Nordre Kirke“ und „Lindeskovkirken“.
Nachbargemeinden sind im Norden Tingsted Sogn, im Osten Systofte Sogn und Idestrup Sogn und im Süden Væggerløse Sogn. Über die Kong Frederik d. IX’s Bro (dt.: König-Frederik-d.-IX.-Brücke) ist das Kirchspiel mit dem Toreby Sogn am Westufer des Guldborgsundes auf der Insel Lolland verbunden.